# Mareanivka, Brusîliv
Mareanivka (în ucraineană Мар`янівка) este un sat în comuna Ozera din raionul Brusîliv, regiunea Jîtomîr, Ucraina.

## Demografie
Componența lingvistică a localității Mareanivka
     Ucraineană (98,68%)
     Rusă (1,32%)
Conform recensământului din 2001, majoritatea populației localității Mareanivka era vorbitoare de ucraineană (98,68%), existând în minoritate și vorbitori de rusă (1,32%).